# Остатъкът от деня (филм)
Остатъците от деня (на английски: The Remains of the Day) е историческа драма от 1993 г., режисирана от Джеймс Айвъри с участието на Антъни Хопкинс, Ема Томпсън, Джеймс Фокс и Кристофър Рийв. Сценарият на Рут Прауър Джабвала е адаптация по новелата на Кадзуо Ишигуро.
Действието на филма показва в детайли животът и взаимоотношенията в английското имение Дарлингтън Хол през 1930-те години. Картината е обрисувана до най-малки подробности през очите на главния иконом и управител на имението господин Стивънс (Хопкинс) и неговата асистентка икономката госпожица Кентън (Томпсън). Великолепната актьорска игра изобразява по изключителен начин една йерархична структура в строго консервативен микрокосмос от прикрити копнежи и страдания.
„Остатъкът от деня“ е сред основните заглавия на 66-ата церемония по връчване на наградите „Оскар“, където е номиниран за отличието в 8 категории, включително за най-добър филм.
За екстериорните сцени е използвано имението „Диръм парк“ в Глостършър. Интериорните снимки са направени в именията: Паудърам Касъл в област Девън (стълбището, дневната, музикалната стая, спалнята), Колшам Коурт в Уилшир (библиотеката и трапезарията) и Бадминтън Хаус в Глстършър (входната зала, оранжерията и крилото на прислугата).

## В ролите
| Актьор          | Роля                                    |
| --------------- | --------------------------------------- |
| Антъни Хопкинс  | господин Джеймс Стивънс – главен иконом |
| Ема Томпсън     | госпожица Кентън – икономка             |
| Джеймс Фокс     | лорд Дарлингтън                         |
| Кристофър Рийв  | конгресмен Трент Люис                   |
| Питър Вон       | господин Стивънс старши                 |
| Хю Грант        | Реджиналд Кардинал                      |
| Бен Чаплин      | главен слуга                            |
| Паула Якобс     | госпожа Мортимър – готвачката           |
| Стив Дибън      | втори слуга                             |
| Майкъл Лонсдейл | Дюпонт Д`Айвъри                         |

## Награди и Номинации
Награди „Оскар“ (САЩ):
- Номинация за най-добър филм
- Номинация за най-добър режисьор за Джеймс Айвъри
- Номинация за най-добър актьор в главна роля за Антъни Хопкинс
- Номинация за най-добра актриса в главна роля за Ема Томпсън
- Номинация за най-добър адаптиран сценарий за Рут Прауър Яхабвала

Награди „Златен глобус“ (САЩ):
- Номинация за най-добър филм
- Номинация за най-добър режисьор за Джеймс Айвъри
- Номинация за най-добър актьор в главна роля за Антъни Хопкинс
- Номинация за най-добра актриса в главна роля за Ема Томпсън
- Номинация за най-добър адаптиран сценарий за Рут Прауър Яхабвала

Награди „Давид на Донатело“ (Италия):
- Награда за най-добър актьор в главна роля за Антъни Хопкинс
- Награда за най-добра актриса в главна роля за Ема Томпсън